# Liste der Mitglieder des 2. Landesrates des Saargebietes
Der zweite Landesrat des Saargebietes wurde am 27. Januar 1924 auf vier Jahre gewählt. Er hatte 30 Sitze, von denen 14 auf die Zentrumspartei entfielen, sechs auf die Sozialdemokratische Partei, fünf auf die Kommunistische Partei Deutschlands, vier auf die Deutsch-Saarländische Volkspartei und einer auf die Vereinigung von Hausbesitz und Landwirtschaft.

## Mitglieder nach Parteien

### Zentrum
- Richard Becker
- Johann Gladel
- Peter Heinz
- Mathias Karius
- Peter Kiefer
- Johann Jakob Kratz
- Franz Levacher
- Wilhelm Martin
- Wilhelm Rütters
- Peter Scheuer
- Nikolaus Seiwert
- Willibrord Thiel
- Peter Wilhelm

### SPD
- Anton Betz
- Karl Brettar
- Johann Peter Hoffmann
- Hermann Petri
- Walther Sender
- August Werkle
- Fritz Zimmer

### KPD
- Ludwig Berndt
- Friedrich Eifler (nachgerückt für Karl Sticher)
- Philipp Reinhard
- Franz Schäfer
- Karl Sticher (1926 ausgeschieden)
- Karl Ulrich

### DSVP
- Otto Hussong
- Hermann Röchling
- Wilhelm Schmelzer
- Max von Vopelius

### VHL
- Albert Jakob